# Chavroches
Chavroches är en kommun i departementet Allier i regionen Auvergne-Rhône-Alpes i de centrala delarna av Frankrike. Kommunen ligger  i kantonen Jaligny-sur-Besbre som ligger i arrondissementet Vichy. År 2022 hade Chavroches 262 invånare.

## Befolkningsutveckling
Antalet invånare i kommunen Chavroches
Referens: INSEE